# Colletes inconspicuus
Colletes inconspicuus är en biart som beskrevs av Kirby 1900. Colletes inconspicuus ingår i släktet sidenbin, och familjen korttungebin. Inga underarter finns listade i Catalogue of Life.